# Obertus Giphanius
Hubert van Giffen (Buren, 1534 — Praga, 26 de julho de 1604) foi um filósofo, filólogo e jurista alemão e Professor de Ética e Direito das Universidades protestantes de Altdorf e de Estrasburgo. Van Giffen foi uma figura de destaque na filologia, filosofia e jurisprudência humanística.

## Biografia
Estudou filologia e direito na Universidade Velha de Lovaina, jurisprudência em Orléans e Burges, tendo Jacques Cujas (1522-1590), como professor de direito, além de Joachim Hopperus (1523-1576) e Barnabas Brissonius (1531-1591) e também em Paris. Em 1565, acompanhou três filhos de um rico mercador de Antuérpia em uma viagem com fins educativos pela Itália. Fez também uma outra viagem como mensageiro de Paul de Foix (1528-1584) pelo norte da Itália até Veneza. Graças às suas correspondências com Thomas Rehdiger (1540-1576) e Johann Crato von Krafftheim (1519-1585) os próximos anos de sua vida foram bastante documentados.
Também manteve relações de amizade com Joseph Justus Scaliger (1540-1609), Carlo Sigonio (1520-1584) e Hubert Languet (1518-1581). No ano seguinte (1566), publicou uma edição crítica sob o título de "De rerum natura" junto com uma biografia de Lucrécio. Em 1571, foi nomeado professor de ética, lógica e "Institutiones" da Estrasburgo, onde permaneceu até 1582. Nesse período ele se dedicou também a projetos editoriais, publicados por Theodosius Rihel (1526-1621), obras estas que incluiam Flavius Josephus e traduções de Tito Lívio. Em 1573, casou com Anna Margarethe († 1575/76), filha do teólogo luterano Johannes Marbach (1521-1581), com quem entraria em disputas futuramente por problemas de herança.
Em 1575 publicou adições à história da reforma  de  Johannes Sleidanus (1506-1556). De 1583 a 1590 torna-se professor de direito da Academia de Altdorf, criada em 1575, na cidade imperial livre de Nuremberg com objetivo de formar teólogos luteranos. Ali, foi professor de Pandectas e Filologia. Em 18 de Outubro de 1584, casou em segundas núpcias com Justina Oelhafe († 1612), com quem teve seu único filho Johann von Giffen. Seu amigo em Altdorf nessa época era Hugo Donellus, com o qual van Giffen teve algumas diferenças religiosas que foram passadas aos respectivos estudantes. 
Van Giffen foi acusado por Donellus de ser antitrinitariano; os alunos de Altdorf, portanto, ficaram divididos entre os "donelistas", partidário de Donellus, e os defensores dos conceitos pessoais de van Giffen. Donellus foi melhor sucedido e em 10 de Setembro de 1590 van Giffen foi substituído por Scipione Gentili (1563-1616), aluno de Donellus. A substituição não foi de todo pacífica, van Giffen foi ainda detido pelas autoridades de Nuremberg para obrigá-lo a devolver alguns livros que ele havia emprestado.  Tendo deixado Altdorf, van Giffen foi para Ingolstadt, onde lhe foi oferecida uma cadeira, sendo acompanhado por 24 ex-estudantes de Altdorf, sendo o mais famoso deles o jurista Konrad Rittershausen (1560-1613) além de Kaspar Schoppe (1576-1649).
A Universidade de Ingolstadt, nessa época, era o maior centro cultural da contra-reforma católica da Baviera, e Giphanius se converteu ao catolicismo, porém, uma polêmica envolvendo os jesuítas, os quais administravam a universidade, o obriga a deixar Ingolstadt em 1599, e passa a atuar como conselheiro da corte imperial, a convite do imperador Rodolfo II da Germânia, onde permanece na capital boêmia até a morte.
A atividade de van Giffen foi importante tanto no âmbito filológico como no aspecto jurídico. Já como estudante, em 1566, publicou uma edição crítica de Lucrécio, mais tarde, dedicou-se a uma edição da Ilíada de Homero. Como jurista, assim como Donellus, van Giffen foi defensor dos Mos gallicus mais moderno. Donellus e van Giffen tinham ideias controversas, porque o primeiro era partidário da corrente filológica antiquariana, ao passo que Donellus era sequaz da corrente sintética.
Apesar de dizer ter deixado 25 mil florins por ocasião de sua morte, parece ter deixado sua família desprotegida financeiramente em várias situações e como ser humano, chegou a ter muitos problemas devido à falta de caráter.

## Obras

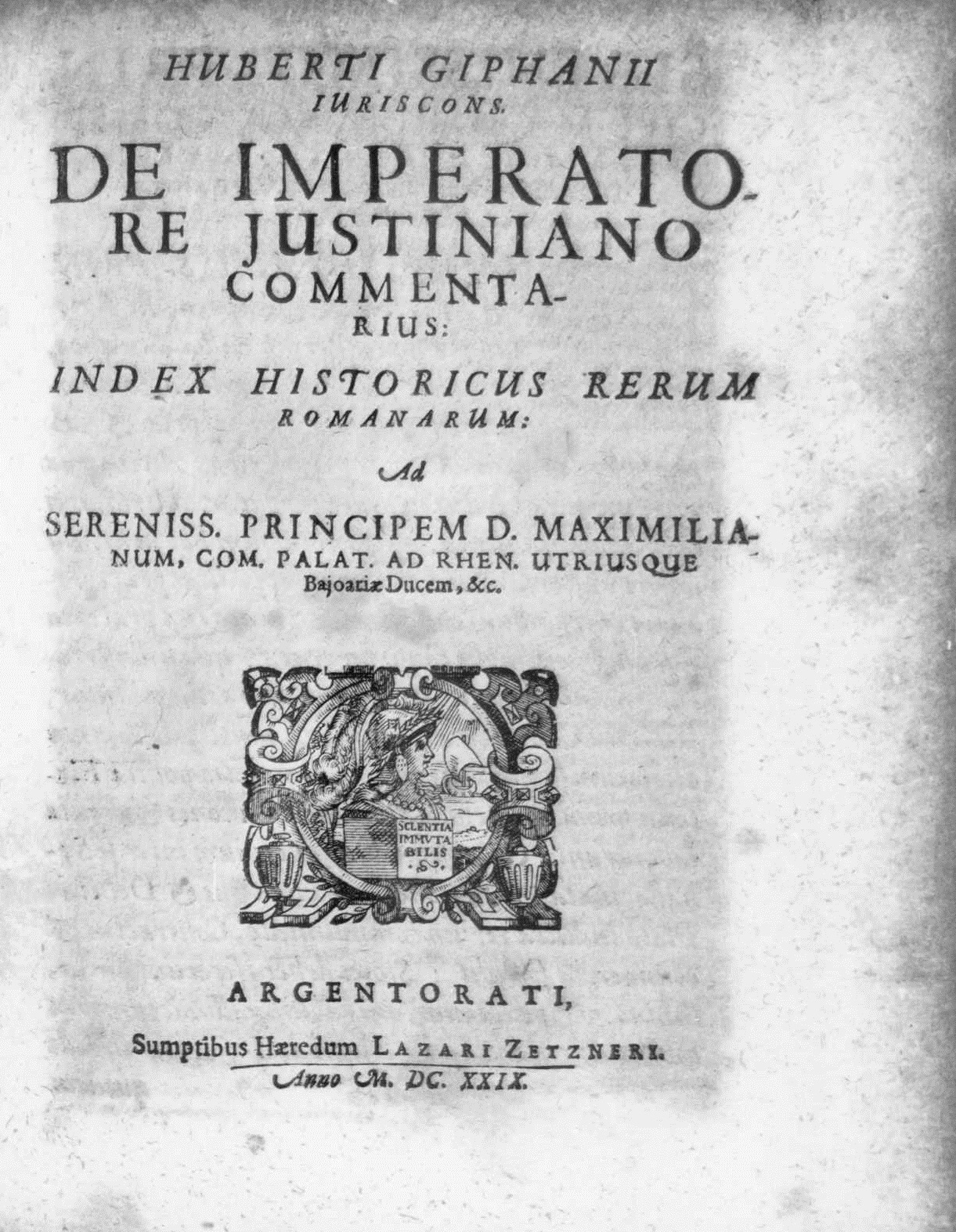
In quatuor libros Institutionum iuris civilis commentarius, 1629

- T. Lucretii Cari De rerum natura libri sex, mendis innumerabilibus liberati; & in pristinum paene, veterum potissime librorum ope ac fide, ab Oberto Gifanio Burano Iuris studioso, restituti, Antuerpiae, 1566, (Comentário sobre Lucrécio)
- Theses de usucapione et praescriptionibus temporum, Estrasburgo, 1575
- Theses communes de contractibus, de pactis, propriae de mutuo, Estrasburgo, 1576
- Theses de testamentis ordinandis, Estrasburgo, 1576
- Theses de pactis, Altorphii, 1584
- Theses de testamento militari, Altorphii, 1586
- Commentarius de divisionibus iuris novis interpretum quorundam maxime glossographorum in theses aliquot coniectis, Altorphium, 1587
- Ilias, seu potius omnia eius quae extant opera, Argentorati, 1588
- Homerus, Odyssea, Argentorati, 1588
- Theses de actionibus servitutum, Altdorphii, 1588
- Theses de principiis iuris sumptae ex D. C. tit. de iustitia et iure et tit. de legib., Altorphii, 1588
- Theses de statu et iure personarum, Altorphii, 1588
- Theses ad nobilem L. XV. Si is qui pro emptore D. de usurpationibus, usucapionibus, Altorphii, 1590
- De Imperatore Ivstiniano Commentarius. Index Historicvs Rervm Romanarvm et Dispvtatio De Actionibvs empti et Venditi, Ingolstadii, 1591
- Disputatio de actionibus empti et venditi, in theses aliquot coniecta, Ingolstadium, 1591
- Theses De Procvratoribvs et Defensoribvs, Ingolstadii, 1591
- Disputatio de iureiurando, Ingolstadium, 1592
- Disputatio de mutuo, in theses aliquot coniecta, Ingolstadii, 1592
- Theses de fructibus, Ingolstadii, 1592
- Theses de ordinandis et infirmandis testamentis et codicillis, Ingolstadium, 1592
- Disp. de pignoribus et hypothecis, Ingolstadii, 1593
- Disputatio de iniuriis, Ingolstadii, 1593
- Theses iuris de his qui potiores in pignore, quique in priorum locum succedunt, Ingolstadium, 1593
- Theses De Locatione et Condvctione, Ingolstadii, 1594
- Theses de operis novi nuntiatione et interdicto quod vi aut clam, Ingolstadium, 1594
- Theses de solutione, Ingolstadii, 1594
- Theses de rebus pupilli, et minorum XXV. annis sine decreto non alienandis vel obligandis, Ingolstadium, 1595
- Theses de restitutione maiorum XXV. annis, Ingolstadii, 1595
- Disputatio ex titulis Codicis de novationibus, de solutionibus, et de evictionibus, Ingolstadium, 1596
- Disp. iuris. de delictis et poenis, in theses aliquot summatim coniecta, Ingolstadium, 1598
- Lecturae altorphinae, Frankfurt, 1605
- Antinomiae Iuris Feudalis, Siue Disputationes XI, Frankfurt, 1606
- Commentarius in quatuor libros institutionum iuris civilis a Iustiniano principe sacratissimo compositos, perelegans, ac omnibus praesertim in scholis versantibus vere necessarius ac perutilis, Frankfurt, 1606
- Commentarii in X libros Ethicorum, publicado postumamente, em 1608